# Torneo de Estambul 2016
El Torneo de Estambul 2016 (también conocido como el BNP Paribas İstanbul Copa TEB por razones de patrocinio) fue un torneo de tenis jugado en tierra batida al aire libre. Se trató de la novena edición de la Copa de Estambul, y fue parte de los torneos de la WTA Internacionales de la WTA Tour 2016. Se llevó a cabo en Estambul, Turquía, del 18 de abril hasta el 24 de abril de 2016. Esta fue la tercera edición del torneo desde 2010. El evento no se llevó a cabo en el período 2011-2013 porque la WTA Tour Championships se celebró en Estambul durante esos años.

## Cabeza de serie

### Individual
| Tenista             | Ranking | Preclasificada |
| Anna Schmiedlová    | 34      | 1              |
| Lesia Tsurenko      | 43      | 2              |
| Yulia Putintseva    | 52      | 3              |
| Kirsten Flipkens    | 59      | 4              |
| Danka Kovinić       | 61      | 5              |
| Nao Hibino          | 66      | 6              |
| Kateryna Bondarenko | 67      | 7              |
| Johanna Larsson     | 69      | 8              |

- Ranking del 11 de abril de 2016

### Dobles
| Tenista                               | Ranking | Preclasificada |
| Kateryna Bondarenko Olga Savchuk      | 89      | 1              |
| Oksana Kalashnikova Johanna Larsson   | 96      | 2              |
| Xenia Knoll Danka Kovinić             | 201     | 3              |
| Valentyna Ivakhnenko Lidziya Marozava | 219     | 4              |

## Campeonas

### Individual Femenino
Çağla Büyükakçay venció a  Danka Kovinić por 3-6, 6-2, 6-3

### Dobles Femenino
Andreea Mitu /  İpek Soylu vencieron a  Xenia Knoll /  Danka Kovinić por w/o